# サンロード (スーパーマーケット)

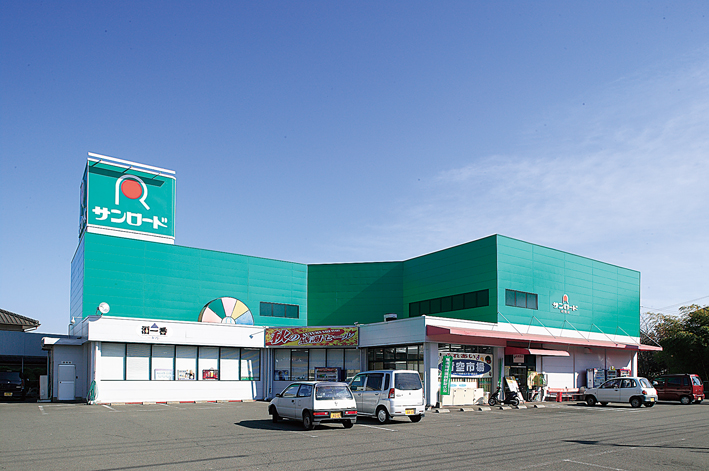
店舗例（西間店）

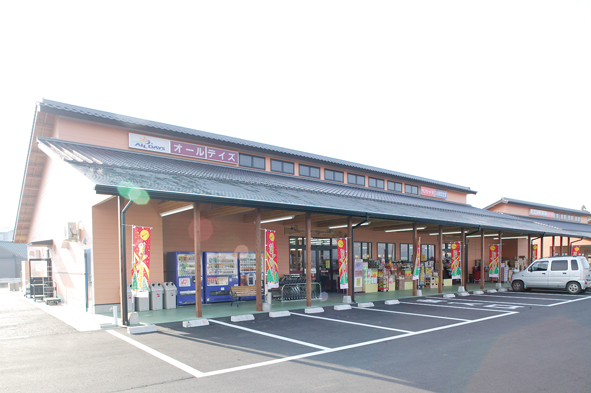
店舗例（サンロード駅）

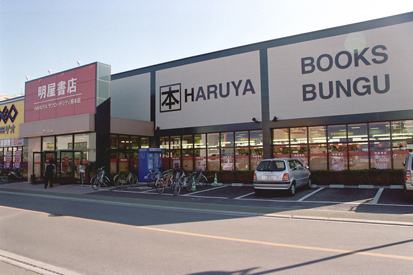
店舗例（明屋書店 サンロードシティ熊本店）

サンロード株式会社は、熊本県球磨郡錦町に本社を置くスーパーマーケット。

## 運営店舗
サンロード（7店舗）、業務スーパー（1店舗）、ドラッグストア（1店舗）、明屋書店（3店舗）、セリア（2店舗）、ファミリーマート（12店舗）を運営する。

### サンロード
- 西間店（人吉市西間下町）
- 下原田店（人吉市下原田町）
- 瓦屋店 （旧相良藩店）（人吉市瓦屋町）
- シティ店（球磨郡錦町西）
  - サンロードシティの核店舗。同じく核店舗であるイオン錦店（イオン九州運営）の食料品売場を担当している。
- 免田店（球磨郡あさぎり町免田東）
  - ホームセンターダイキ（旧・ホームセンターサンコー）、メガネのヨネザワ、清風薬局がテナントとして出店している。
- 湯前店（球磨郡湯前町上里）
- サンロード駅（球磨郡多良木町多良木）

### 業務スーパー
- 鬼木店（旧・サンロードオールデイズ鬼木店）（人吉市鬼木町）

### ドラッグストア
- ドラッグサンロード（球磨郡錦町西 サンロードシティ店内）

### 明屋書店
明屋書店のFC店。
- シティ店（球磨郡錦町西 イオン錦店内）
- 免田店（球磨郡あさぎり町免田東）
- サンロードシティ熊本店（熊本市東区東町）

### 生活良品セリア
- 湯前店（球磨郡湯前町上里 サンロード湯前店内）
- 免田店（球磨郡あさぎり町免田東 サンロード免田店内）

### 物産館
- 相良藩十代目物産館（球磨郡多良木町黒肥地）（平成24年8月 閉店）

### ファミリーマート
ファミリーマートのFC店。
- サンロード下原田店（人吉市下原田町）
- サンロード中青井店（人吉市中青井町）
- サンロード土手町店（人吉市土手町）
- サンロード相良店（球磨郡相良村柳瀬）
- サンロード木上店（球磨郡錦町木上）
- サンロード免田店（球磨郡あさぎり町免田東）
- サンロード多良木店（球磨郡多良木町多良木）
- サンロード駅店（球磨郡多良木町多良木）
- サンロード熊本良町店（熊本市南区良町）
- サンロードシティ店（球磨郡錦町西）
- サンロード菊水店（玉名郡和水町瀬川）
- サンロード熊本浜線店（熊本市南区田迎町大字田井島）

## かつて存在した店舗
- サンロード宝来店（人吉市宝来町）→ゆたかセンター宝来店→REX HITOYOSHI（エディオン・ダイソー・アウトレットJ・ゲオ・フェスタ・メガネのヨネザワ・焼肉なべしま・美容室 The Maximum Beauty Re'v・チャレンジショップ）
- サンロード農免店（人吉市瓦屋町）→Aコープひとよし→ファーマーズマーケットくまっこ市場（JAくま運営の農産物直売所）
- サンロード小林店（宮崎県小林市）→宮崎トヨタ自動車 ネッツヒムカ 小林店
- サンロード明屋書店（人吉市土手町）→明林堂書店人吉店→入や萬成証券（現・ばんせい証券）熊本人吉支店→ファミリーマートサンロード土手町店
- 生活良品セリアサンロード駅店 → ファミリーマートサンロード駅店
- サンロード木上店（球磨郡錦町木上） - 2014年10月5日閉店 → ファミリーマートサンロード木上店
- サンロード多良木店（球磨郡多良木町多良木）
- サンロード明屋書店サンロード駅（球磨郡多良木町多良木）